# 雄琴北
雄琴北（おごときた）は、滋賀県大津市にある地名。現行行政地名は雄琴北一丁目及び雄琴北二丁目。

## 地理
大津市の中央部に位置し、東と南に雄琴、西と北に仰木の里東と接している。

## 歴史
- 1995年（平成7年）10月25日 - 住居表示の実施に伴い、雄琴北一丁目及び雄琴北二丁目を新設設置[1]。

## 世帯数と人口
2019年（平成31年）4月1日現在の世帯数と人口は以下の通りである。
| 丁目         | 世帯数  | 人口    |
| ------------ | ------- | ------- |
| 雄琴北一丁目 | 342世帯 | 847人   |
| 雄琴北二丁目 | 558世帯 | 1,522人 |
| 計           | 900世帯 | 2,369人 |

### 人口の変遷
国勢調査による人口の推移。
| 2000年（平成12年） | 739人   | [ 6 ] |  |
| 2005年（平成17年） | 739人   | [ 7 ] |  |
| 2010年（平成22年） | 2,316人 | [ 8 ] |  |
| 2015年（平成27年） | 2,298人 | [ 9 ] |  |

### 世帯数の変遷
国勢調査による世帯数の推移。
| 2000年（平成12年） | 262世帯 | [ 6 ] |  |
| 2005年（平成17年） | 262世帯 | [ 7 ] |  |
| 2010年（平成22年） | 843世帯 | [ 8 ] |  |
| 2015年（平成27年） | 876世帯 | [ 9 ] |  |

## 学区
市立小・中学校に通う場合、学区は以下の通りとなる。
| 丁目         | 番・番地等 | 小学校                   | 中学校             |
| ------------ | ---------- | ------------------------ | ------------------ |
| 雄琴北一丁目 | 20番～26番 | 大津市立仰木の里東小学校 | 大津市立仰木中学校 |
| 雄琴北一丁目 | その他     | 大津市立雄琴小学校       | 大津市立日吉中学校 |
| 雄琴北二丁目 | 5番～33番  | 大津市立仰木の里東小学校 | 大津市立仰木中学校 |
| 雄琴北二丁目 | その他     | 大津市立雄琴小学校       | 大津市立日吉中学校 |

## 交通

### 鉄道
- 西日本旅客鉄道
 湖西線 おごと温泉駅

### 道路
- 滋賀県道315号仰木雄琴線

## 施設
- 滋賀銀行 仰木雄琴出張所
- フレンドマート 雄琴駅前店